# Aeropuerto Teniente Jorge Henrich Arauz
Aeropuerto Teniente Jorge Henrich Arauz is een luchthaven nabij Trinidad, de grootste stad in het noorden van Bolivia. De luchthaven is de hub van de Boliviaanse luchtvaartmaatschappijen Aerocon en Amaszonas en het belangrijkste vliegveld voor een bezoek aan het Boliviaanse deel van het Amazoneregenwoud.

## Ongelukken en incidenten
- Op 19 april 1968 stortte vlak naar het opstijgen een Douglas DC-3 van Lloyd Aéreo Boliviano neer.
- Op 6 september 2011 stortte een vlucht van Aerocon neer nabij het vliegveld toen het aan het dalen was. Alle acht inzittenden overleefden het ongeluk niet.